# Apogonia consimilis
Apogonia consimilis är en skalbaggsart som beskrevs av Kobayashi 2010. Apogonia consimilis ingår i släktet Apogonia och familjen Melolonthidae. Inga underarter finns listade i Catalogue of Life.